# Fujitsu
Fujitsu is een Japanse producent van elektronica, waaronder halfgeleiders, elektromechanische componenten, computers, telecommunicatie-apparatuur en consumentenelektronica.

## Activiteiten
Fujitsu heeft zijn hoofdkantoor in Tokio. Wereldwijd heeft Fujitsu zo'n 124.000 werknemers in 100 landen. In Nederland en België zijn, onder andere, Fujitsu Components Europe, Fujitsu Glovia en Fujitsu Technology Solutions actief. Het bedrijf is genoteerd aan de beurs van Tokio en opgenomen in de beursindex Nikkei 225 en de beursindex TOPIX. Het heeft een gebroken boekjaar dat loopt tot 31 maart. Bijna 40% van de omzet wordt buiten Japan behaald.
De activiteiten zijn verdeeld over drie onderdelen:
- Technology Solutions - hierbinnen valt de dienstverlening op computergebied, zoals hardware, software, systeemontwikkeling en consultancy. Het is veruit de grootste activiteit en vertegenwoordigt zo'n twee derde van de totale omzet.[1]
- Ubiquitous Solutions - dit onderdeel maakt hardware zoals pc's en mobiele telefoons.
- Device Solutions - produceert computeronderdelen waaronder geïntegreerde schakelingen.

## Geschiedenis
Het bedrijf werd opgericht op 20 juni 1935 onder de naam Fuji Tsūshinki Seizō (富士通信機製造) toen Fuji Electric (een joint venture tussen Furukawa Electric en Siemens) zijn telecommunicatieafdeling verzelfstandigde. In 1954 produceerde Fujitsu de eerste Japanse computer, de FACOM 100. In 1967 werd de naam van het bedrijf officieel veranderd in Fujitsū (富士通).
In 1987 deed het bedrijf een overnamebod op het Amerikaanse Fairchild Semiconductor, een pionier op het gebied van geïntegreerde schakelingen. Japanse bedrijven hadden in de jaren ervoor een sterke groei doorgemaakt op dit gebied en veel Amerikaanse producenten kampten met financiële problemen. Het overnamebod leidde tot veel bezwaren, de nationale veiligheid zou in gevaar komen en Amerika dreigde haar technologische voorsprong te verliezen. Onder druk trok Fujitsu haar bod in.
In 1992 veroorzaakte het bedrijf een doorbraak in de ontwikkeling van plasmaschermen door de introductie van het eerste plasmascherm van 21 inch (53 centimeter).
Fujitsu Siemens Computers werd in 1999 opgericht, een joint venture met het Duitse Siemens AG dat een van de grootste hardwareaanbieders in Europa was. In november 2008 kondigde Siemens de verkoop van haar belang aan en Fujitsu is sinds 2009 de enige eigenaar.

## Wetenswaardigheden
- De Japanse voetbalclub Kawasaki Frontale werd in 1955 opgericht door Fujitsu onder de naam Fujitsu Soccer.
- In de film Back to the Future Part II werkt Marty McFly in het jaar 2015 voor Fujitsu.
- In de jaren negentig ontwikkelde ICL Pathway, een bedrijf van Fujitsu, de boekhoudsoftware Horizon. Door fouten in dit programma werden honderden Post Office-houders in Engeland onterecht veroordeeld voor diefstal en fraude. Dit schandaal wordt ook wel het Post Office-schandaal of Horizonschandaal genoemd.[3]